# Episodi de Le avventure del gatto con gli stivali (terza stagione)
La terza stagione della serie animata Le avventure del gatto con gli stivali negli USA è stata distribuita il 15 luglio 2016 su Netflix.
In Italia, invece, è stata trasmessa su DeaKids a partire dal 20 dicembre 2016.
| Nº | Nº | Titolo originale      | Titolo italiano          | Prima TV USA   | Prima TV Italia  |
| -- | -- | --------------------- | ------------------------ | -------------- | ---------------- |
| 27 | 1  | The end of a hero     | La fine di un eroe       | 15 luglio 2016 | 20 dicembre 2016 |
| 28 | 2  | Believe in yourself   | Credi in te stesso       | 15 luglio 2016 | 21 dicembre 2016 |
| 29 | 3  | The Ugly Duckling     | La brutta anatroccola    | 15 luglio 2016 | 22 dicembre 2016 |
| 30 | 4  | Muscles and Brain     | Muscoli e cervello       | 15 luglio 2016 | 23 dicembre 2016 |
| 31 | 5  | The right swordsman   | Lo spadaccino giusto     | 15 luglio 2016 | 24 dicembre 2016 |
| 32 | 6  | Rescue mission        | Missione di salvataggio  | 15 luglio 2016 | 27 dicembre 2016 |
| 33 | 7  | The perfect copy      | La copia perfetta        | 15 luglio 2016 | 28 dicembre 2016 |
| 34 | 8  | Head or Cross         | Testa o Croce            | 15 luglio 2016 | 29 dicembre 2016 |
| 35 | 9  | A kingdom for a gift  | Un regno per regalo      | 15 luglio 2016 | 30 dicembre 2016 |
| 36 | 10 | Captain cat           | Capitan gatto            | 15 luglio 2016 | 31 dicembre 2016 |
| 37 | 11 | Cat Fish              | Pesce gatto              | 15 luglio 2016 | 3 gennaio 2017   |
| 38 | 12 | Treasure Island       | Isola del tesoro         | 15 luglio 2016 | 4 gennaio 2017   |
| 39 | 13 | The city of skeletons | La città degli scheletri | 15 luglio 2016 | 5 gennaio 2017   |

## 1. La fine di un eroe
Il Gatto si sente l'unico colpevole per l'ennesimo guaio in cui si è cacciata San Lorenzo, decide così di cimentarsi in nuovi lavori.

## 2. Credi in te stesso
Alla minaccia del Re Talpa di rinchiudere in gattabuia anche gli amici, il Gatto risponde d'astuzia e consiglia di liberare Uli.

## 3. La brutta anatroccola
Il Gatto vuole liberare Uli, chiede consiglio a El Guante Blanco non sapendo che egli ha un nuovo pupillo, la Brutta Anatroccola.

## 4. Muscoli e cervello
Per salvare Uli, Gatto, Dulcinea e El Guanta Blanco decidono di chiedere aiuto al Golem per via della sua forza, ma quando Dulcinea complimenta la forza del Golem, Gatto si scoraggia e cerca di sembrare più muscoloso, non accettandosi per quello che è. Quando cerca senza successo di sfondare una porta nel covo di Duchessa, che ha catturato il Golem, e El Guanta Blanco gli dice che forse la forza non fa per lui, questo finisce solo per rattristarlo ancora di più. Dopo un tentativo fallito di salvare il Golem, Gatto si pente delle sue decisioni sbagliate e Duchessa prende il controllo del Golem, ma riesce a distrarlo facendogli gli occhi dolci. Dulcinea libera quindi il Golem dal controllo di Duchessa, che poi si allea con Gatto e i suoi amici.

## 5. Lo spadaccino giusto
Per avere più possibilità di sconfiggere il Lupo Sanguinario, il gruppo decide di includere anche lo spadaccino Thriffith e la BuonaSpada.

## 6. Missione di salvataggio
Il Gatto guida i suoi nel regno delle talpe al fine di recuperare Uli. Per evitare dissensi, asseconda tutti i capricci dei suoi compagni.

## 7. La copia perfetta
Il Gatto accetta di gareggiare alla corsa annuale di cavalli di San Lorenzo sia per la squadra di Artephius sia per quella degli orfani.

## 8. Testa o croce
Pajuna insegna al Gatto e agli altri abitanti di San Lorenzo a giocare a 'testa o croce'. La locanda diventa così un luogo di scommesse.

## 9. Un regno per regalo
Il Gatto, con la complicità dei suoi amici, regala a Johnny Cetriolino una giornata da Re di San Lorenzo, però presto la situazione degenera.

## 10. Capitan Gatto
Il cielo di San Lorenzo viene oscurato dall'arrivo della nave volante Queen James. I pirati ormeggiano in città alla ricerca del tesoro.

## 11. Pesce gatto
Per aiutare il Gatto a superare la paura dell'acqua, i pirati lo abbandonano nel mezzo dell'oceano. Qui ritrova dei vecchi conoscenti, Feejee e Brad.

## 12. Isola del tesoro
Il Gatto e i pirati trovano il forziere contenente la Corona delle Anime, poi vengono fermati da un'armata di scheletri comandata da Bonky, il pappagallo.

## 13. La città degli scheletri
Il Gatto presenta agli abitanti di San Lorenzo i suoi amici scheletri, tutti, però, sono spaventati dalla loro presenza...